# 1552 en France
Chronologie de la France
- 1548
- 1549
- 1550
- 1551
- 1552
- 1553
- 1554
- 1555
- 1556

## Événements
- 1er-5 janvier[1] : édit de Blois. Création des Intendants des finances[2].

- 15 janvier : Henri II de France conclut une alliance avec les Turcs et les protestants allemands de la Ligue de Smalkalde au traité de Chambord[3].
- Janvier : édit de Fontainebleau. Création des bailliages présidiaux (une soixantaine)[4].

- 18 avril : entrée de Henri II à Metz[5]. Début de la dixième guerre d’Italie (fin en 1556). Au cours du « Voyage d’Allemagne », Henri II s’empare des Trois-Évêchés en été (Toul, Metz, Verdun[6]). Metz, prise par la ruse et défendue par François de Guise, résiste à un siège mené personnellement par Charles Quint (octobre 1552-janvier 1553).

- 31 octobre : Charles Quint met le siège devant Metz qui résiste (fin le 15 janvier 1553)[7].

- 11 novembre : Gaspard de Coligny devient grand amiral de France[8].

## Naissances en 1552
- 8 février : Théodore Agrippa d'Aubigné, écrivain et poète protestant, auteur des Tragiques. († 9 mai 1630)

## Décès en 1552
- 20 octobre : René Ier de Rohan, 18e vicomte de Rohan, vicomte puis prince de Léon, marquis de Blain, comte de Porhoët. (° 1516)